# Jamestown (Kalifornia)
Jamestown – jednostka osadnicza w hrabstwie Tuolumne w stanie Kalifornia.

Według spisu powszechnego z 2000 r. liczba mieszkańców wynosi 3017.